# Hawks d'Haïfa
Les Hawks d'Haïfa sont un club professionnel israélien de hockey sur glace basé à Haïfa. Il évolue dans le Championnat d'Israël de hockey sur glace.

## Historique

### Palmarès
- Championnat d'Israël de hockey sur glace
  - Champion (6) : 1990, 1991, 1994, 2006, 2007, 2008